# Carcinarctia laeliodes
Carcinarctia laeliodes là một loài bướm đêm thuộc phân họ Arctiinae, họ Erebidae.